# Purísima del Rincón
Purísima del Rincón là một đô thị thuộc bang Guanajuato, México. Năm 2005, dân số của đô thị này là 55910 người.